# الأسبوع العالمي للرضاعة الطبيعية
الأسبوع العالمي للرضاعة الطبيعية هو احتفال سنوي يقام سنويًا من 1 إلى 7 أغسطس في أكثر من 120 بلد. ووفقاً لبيانات 26 آب / أغسطس الصادرة من موقع المنظمة العالمية للأرصاد الجوية،
.
عقدت 540 فعالية في جميع أنحاء العالم من قبل أكثر من 488 منظمة في الأسبوع العالمي للرضاعة الطبيعية لعام 2010.وقد نظمت منظمة الصحة العالمية ومنظمة اليونيسف هذا الحدث بهدف تعزيز الرضاعة الطبيعية الحصرية خلال الأشهر الستة الأولى من الحياة، مما يؤدي إلى فوائد صحية هائلة، وتوفير المغذيات الحرجة، والحماية من الأمراض القاتلة مثل الالتهاب الرئوي وتعزيز النمو والتنمية لأول مرة في عام 1991.التاريخ

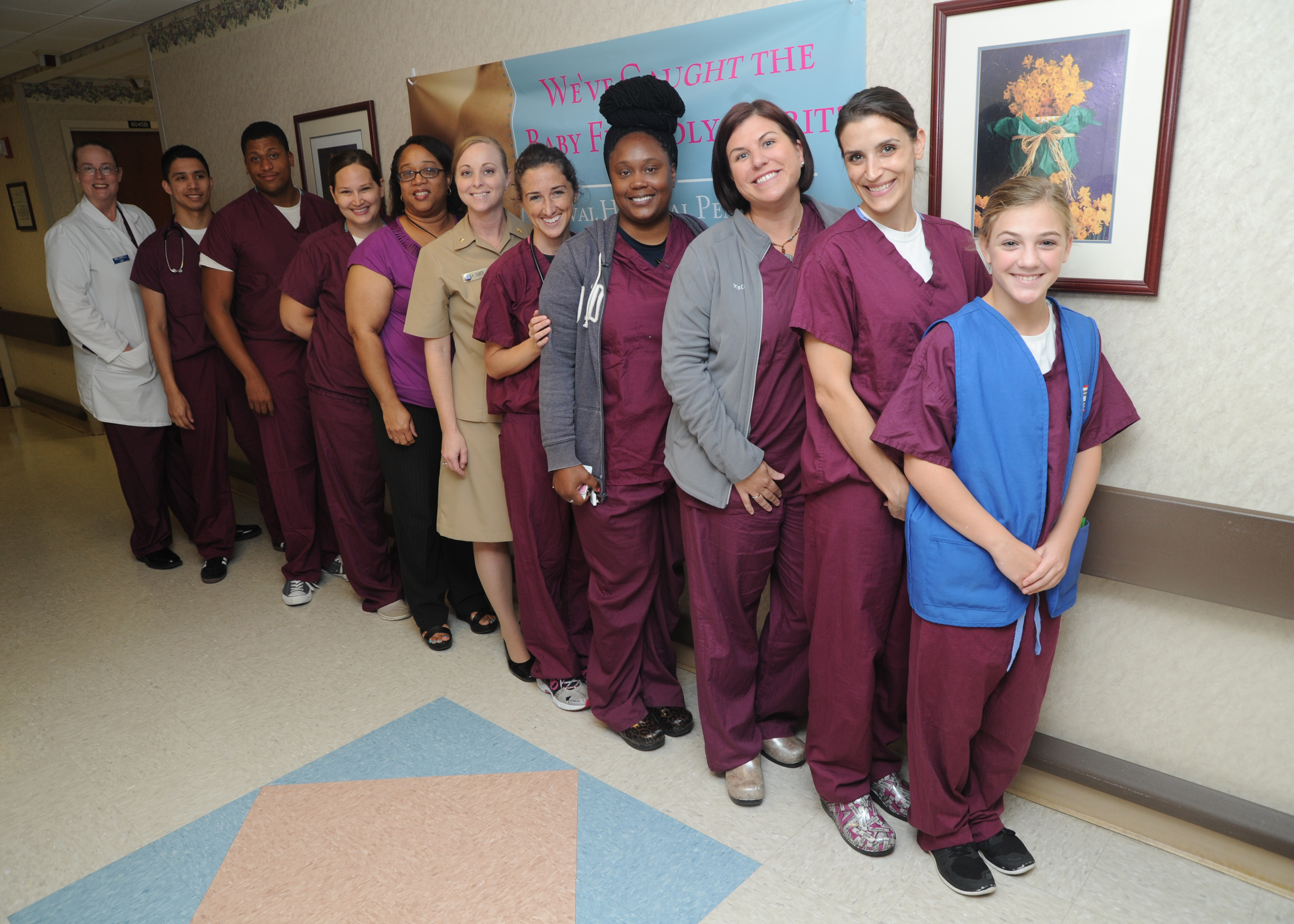
نشاطات بوجود الأمهات والأطفال في أسبوع الرضاعة العالمي في Naval Hospital Pensacola

احتُفل بالأسبوع العالمي للرضاعة الطبيعية لأول مرة في عام 1992 من قبل التحالف العالمي من أجل الرضاعة الطبيعية (وأبا)، ويتم الاحتفال به الآن في أكثر من 120 بلدا ، تحت رعاية اليونيسيف ومنظمة الصحة العالميةوشركائهم بما في ذلك الأفراد والمنظمات والحكومات. وقد شُكلت الرابطة في 14 شباط / فبراير 1991 بهدف إعادة إنشاء ثقافة عالمية للرضاعة الطبيعية وتقديم الدعم للرضاعة الطبيعية في كل مكان.
تؤكد منظمة الصحة العالمية والأكاديمية الأمريكية لطب الأطفال على قيمة الرضاعة الطبيعية للأمهات والأطفال. كلاهما يوصي بالرضاعة الطبيعية الحصرية للأشهر الستة الأولى من الحياة ثم يستكمل الرضاعة الطبيعية لمدة سنة واحدة على الأقل ويُنصح باستمراريتها لسنتين أو أكثر.. ويحتفل الاتحاد العالمي للمرأة بإعلان البراءة الذي أصدرته منظمة الصحة العالمية واليونيسيف في آب/أغسطس 1990 لحماية ودعم الرضاعة الطبيعية.

## روابط خارجية
- الموقع الرسمي